# Charles Marie Denys de Damrémont
Charles Marie Denys de Damrémont (Chaumont, 8 febbraio 1787 – Costantina, 12 ottobre 1837) è stato un generale francese.
Governatore militare dell'Algeria francese, rimase ucciso in combattimento durante l'Assedio di Costantina.

## Biografia

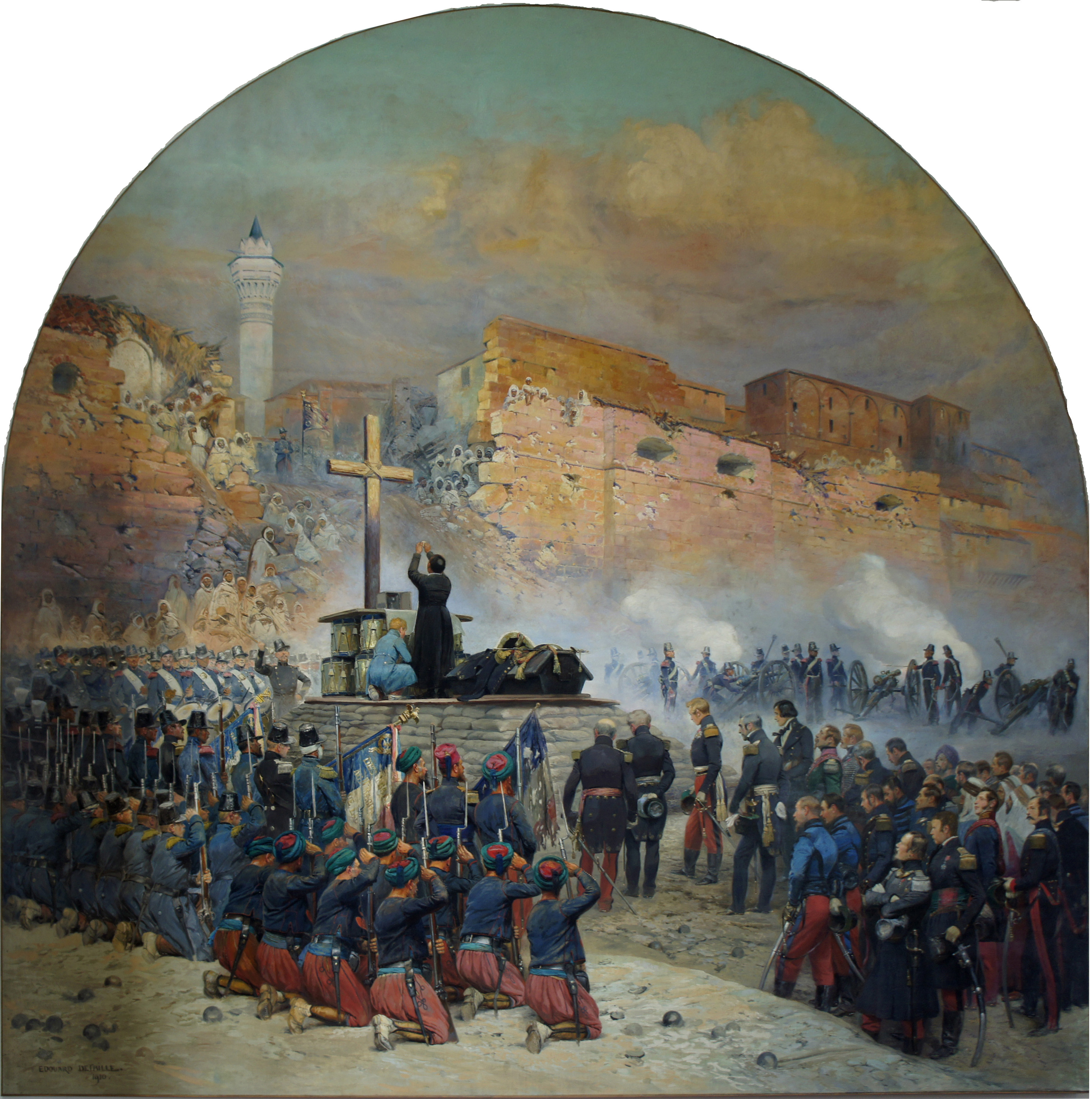
Il funerale di Damrémont

Damrémont nacque a Chaumont l'8 febbraio 1787. Entrò nella scuola militare di Fontainebleau nel 1803. Dopo essersi diplomato divenne tenente del 12º reggimento cacciatori a cavallo col quale prese parte alla Terza ed alla Quarta coalizione. Nel 1807 divenne aiutante di campo del generale Defrance e successivamente del maresciallo Auguste de Marmont. Nel 1811 e nel 1812 Damrémont prestò servizio nella Guerra Peninsulare ma nel 1813 venne trasferito nella Grande Armée con la quale combatté nelle campagne di Germania (1813) e Francia (1814). Durante i Cento Giorni Damrémont venne promosso al rango di colonnello.
Il 25 aprile 1821, Damrémont venne promosso maresciallo di campo. Nel 1823 ottenne il comando di un'unità del V corpo nell'Army of the Pyrenees, prendendo parte all'invasione francese della Spagna. Dal 1823 al 1829 prestò servizio come ispettore della fanteria e divenne membro di diverse commissioni miliari.
Nel 1830 comandò una brigata di fanteria durante la invasione francese dell'Algeria. Il 13 dicembre 1830 venne promosso generale di divisione. Dopo essere tornato in Francia ottenne il comando dell8^ divisione il 6 febbraio 1832. Il 15 settembre 1835 venne nominato Pari di Francia. Il 12 febbraio 1837 Damrémont venne nominato governatore generale dell'Algeria francese.
Nell'ottobre del 1837, Damrémont comandò una spedizione contro Costantina. Durante l'assedio venne colpito mortalmente da un proiettile di fucile morendo poi la sera del 12 ottobre. Venne rimpiazzato nel suo incarico dal generale Valée che continuò l'attacco e procedette alla cattura della città il giorno successivo. Lasciò la vedova, figlia del generale Louis Baraguey d'Hilliers, e due figli. Damrémont venne sepolto con una grande cerimonia a Les Invalides, che fu anche la prima del Requiem di Hector Berlioz.